# Willem Ripperda

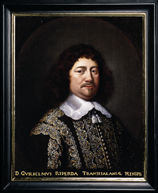
Willem Ripperda zwischen 1640 und 1660 von Anselm van Hulle/Jan Baptist Floris

Willem Reichsfreiherr Ripperda (* 1600; † 1669 in Hengelo), Herr von Hengelo, Boculo, Boxbergen, Rijssenberg und Solmsburg war Mitglied des bekannten uradeligen Geschlechts von Ripperda und Gesandter der niederländischen Generalstaaten bei den Friedensverhandlungen zum Westfälischen Frieden.
Im Jahre 1623 gab Ripperda seine militärische Karriere zugunsten der Politik auf. Seit 1631 war er Mitglied des Landtages der Provinz Overijssel und vertrat die Ritterschaft in den Generalstaaten der Niederlande. Er war ein treuer Anhänger des Prinzen von Oranien und wurde im Jahre 1644 zum Gesandten bei den Friedensverhandlungen zur Beendigung des Achtzigjährigen Kriegs in Münster und Osnabrück ernannt, zu denen er sich im Januar 1646 nach Münster begab.
Er war verheiratet mit Alida van Buckhorst.